# Połczyn-Zdrój
Połczyn-Zdrój (Duits: Bad Polzin) is een stad in het Poolse woiwodschap West-Pommeren, gelegen in de powiat Świdwiński. De vroegere Duitse naam is Bad Polzin. De oppervlakte bedraagt 7,21 km², het inwonertal 8688 (2005).

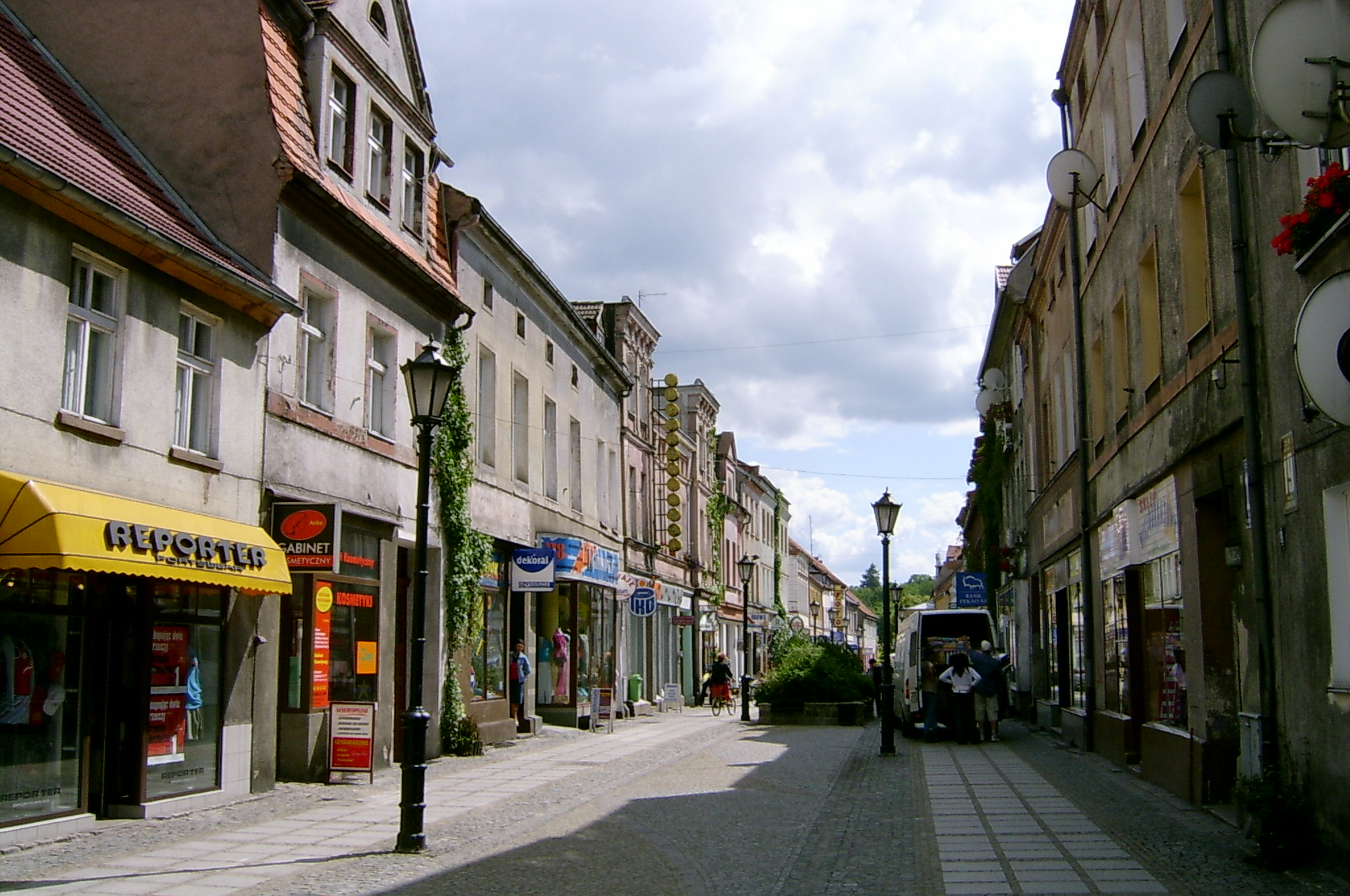
Straat in Połczyn-Zdrój

De stad ligt aan de rivier Wogra.

## Geboren in Połczyn-Zdrój
- Peter-Jörg Splettstößer (1938-2024), Duits kunstschilder